# Benazír Bhutto
Benazír Bhutto (IPA: [beːnəziːɾ bhʊʈːoː]) urdu: بینظیر بھٹو, szindhi: بینظیر ڀُٽو (Karacsi, 1953. június 21. – Ravalpindi, 2007. december 27.) pakisztáni politikus, az 1980-as évektől haláláig a Pakisztáni Néppárt vezetője, 1988-tól 1990-ig és 1993-tól 1996-ig miniszterelnök. Zulfikar Ali Bhutto néppárti miniszterelnök és iráni kurd felesége, Nuszrat Bhutto lányaként apja bukása és kivégzése után lépett politikai pályára, vezető szerepet játszott a Mohammad Ziaul Hakk katonai diktatúrája ellen harcoló ellenzékben. A Zia halálát 1988-ban követő kaotikus demokratikus évtized egyik meghatározó figurája, Nawaz Sharif-fal felváltva szolgált miniszterelnökként és az ellenzék vezetőjeként. Mindkét hivatali ideje teljes választási ciklus vége előtt félbeszakadt, miután Pakisztán elnöke – Gulám Iszhák Hán, illetve Fárúk Legári – a Bhutto-kormány ellen hozott, főleg korrupciós vádak alapján feloszlatta a Nemzetgyűlést. Sharif második kormánya alatt büntetőeljárás indult ellene korrupció gyanújával, ami miatt önkéntes száműzetésbe vonult Dubaj-ba. Innen az ezredforduló után ismét meghatározó vezetője lett a Sharif-ot megdöntő Pervez Musarraf tábornok rezsime ellen szegülő demokrácia-mozgalomnak, bár ezzel egyidőben megállapodást is keresett a diktátorral, aki amnesztiát adott neki. Pakisztánba 2007 októberében visszatérve a Musarraf-rezsim végnapjainak és a 2007-es szükségállapot eseményeinek ellenzéki főszereplője lett, de az év végén esélyes elnökjelöltként politikai merénylet áldozata lett, amelynek háttere máig tisztázatlan. Pakisztán első - és máig egyetlen - női miniszterelnöke és az ország történelmének egy meghatározó alakja, ezen felül az első nő, akit bármely muszlim többségű állam vezetőjének választottak.

## Élete a miniszterelnökségig
Prominens larkánai síita családban született Karacsiban, a Pakisztáni Domínium idején. Lady Jennings Óvodába, majd a katolikus Jézus és Mária Konvent lányiskolába járt Karacsiban. Két évet a ravalpindi Presentation Convent iskolában töltött, ezután a Marri (angol átírásban Murree) hegyi üdülővárosbeli Jézus Mária Konventbe járt. Az alapiskolai képzést 15 éves korában fejezte be, a középiskolát Karacsiban végezte.
Az Amerikai Egyesült Államokban tanult tovább. A Harvard Egyetem Radcliffe College-ába járt 1969 és 1973 között, ahol cum laude minősítéssel szerzett Bachelor of Arts diplomát összehasonlító kormányzattanból. Megválasztották a Phi Beta Kappa Társaság tagjának is. Bhutto később azt mondta erről az időszakról, hogy élete egyik legboldogabb időszaka volt, amely megalapozta a demokráciában való hitét.
Ezt követően az Egyesült Királyságban továbbtanult: az oxfordi Lady Margaret Hallban tanult filozófiát, politikát és közgazdaságtant, emellett kurzusokat vett nemzetközi jogból és diplomáciából is.

### Családja
1987. december 18-án házasságot kötött Asif Zardárival, a 100 ezer fős zardári törzs vezető családjának tagjával, aki Londonban végzett és nagy vállalatai is voltak.
Gyermekei: Fia, Bilaval 1988-ban, Bahtijár és Ászifa nevű lánya 1990-ben illetve 1993-ban születtek.

## Visszatérése Pakisztánba
Nyolcévi száműzetéséből 2007. október 18-án tért haza. Karacsiban negyedmilliós tömeg várta a volt kormányfőt.

## Meggyilkolása
2007. december 27-én merénylet következtében életét vesztette egy Ravalpindiben tartott választási gyűlésen a Liaquat Parkban. Halála után az országban zavargások törtek ki, a 2008. január 7-ére tervezett választásokat februárra halasztották. Bhutto pártjának vezetését fia vette át. A merénylet utáni kormánynyilatkozatok a gyilkosság körülményeiről nem eloszlatták, hanem inkább fokozták a gyanút, hogy a Pervez Musarraf körüli politikai erőknek közük volt a merénylethez.

## Magyarul megjelent művei
- A Kelet lánya. Önéletrajz; ford. Páll Márta; Ulpius-ház, Bp., 2007